# Хоругва Канева
Хоругва Канева — офіційний символ міста Канева. Затверджена 7 грудня 1999 року рішенням № 138 XIII сесії міської ради XXIII скликання.

## Опис
Квадратне полотнище, від древка йде відділена хвилясто синя вертикальна смуга (шириною в 1/4 сторони прапора), на якій дві вузькі білі хвилясті смужки, з вільного краю посередині жовтого поля — щит із гербом міста (висота щита рівна 1/2 сторони прапора).
Синьо-білі хвилясті смуги вказують на Дніпро, а жовте поле — на багаті родючі землі.